# Vincenzo Tanara
Vincenzo Tanara (* vor 1600 in Bologna; † nach 1644 ebenda) war ein italienischer Agrarwissenschaftler.

## Biografie
Vincenzo Tanara entstammt einer adeligen Familie aus Bologna. Nach einer erfolgreichen militärischen Laufbahn im Dienst verschiedener Signori wurde er 1624 zum Magistrat in seiner Heimatstadt ernannt. In seiner Freizeit war er leidenschaftlicher Jäger.
In seinen späten Jahren zog sich Vincenzo Tanara zunehmend auf sein Landgut zurück, um dort mehrere Schriften zur Landwirtschaft zu verfassen. Dabei wurde er inspiriert durch Schriften aus der Bibliothek der Sforza. Tanaras Schriften gehen über eine reine subsitenzielle Bewirtschaftung hinaus und fordern eine Landwirtschaft, die sich an Marktbedürfnissen und Profitmaximierung orientieren soll. In l’economia del cittadino in villa, seinem bekanntesten und mehrfach aufgelegten Werk, erwähnt Tanara nebenbei seine Ansichten über die Aufgaben eines Familienvorstandes sowie persönliche Rezeptvorlieben. Auch ein Abschnitt über den Besuch Tanaras eines repräsentativen Festbankettes, ausgerichtet durch Kardinal Antonio Barberini, gibt über die servierten Speisen hinaus Aufschluss über soziale Gepflogenheiten der bologneser Oberschicht im 17. Jahrhundert.
Die Stadt Bologna hat zu seinen Ehren eine Parkanlage Parco Vincenzo Tanara benannt.

## Werke
- L’economia del cittadino in villa
- La caccia degli ucelli